# Organización de movimientos sociales
En la teoría de los movimientos sociales, es decir las organizaciones de los movimientos sociales son un componente organizado de un movimiento social (MS). Normalmente son parte de las personas ya que un movimiento social particular; en otras palabras, un movimiento social concreto generalmente está compuesto por muchas organizaciones de movimientos sociales. Usualmente, las organizaciones de los movimientos sociales tienen roles coordinadores dentro de los movimientos sociales, pero no emplean o dirigen a la mayoría de los participantes, quiénes son parte de una comunidad de movimiento social más amplia. Las organizaciones de movimientos sociales llevan a cabo las tareas necesarias para que cualquier movimiento social para sobrevivir y ser exitoso.
Por ejemplo, el movimiento de los derechos civiles fue un movimiento social compuesto de determinadas organizaciones de movimientos sociales (como el SNCC (Comité Coordinador Estudiantil no violento) o CORE (Congreso de Igualdad Racial)). PETA (Gente por el Tratamiento Ético de los Animales) se aboga por la vegana, estilos de vida, junto con sus otros objetivos. Pero PETA no es el único grupo defensor de las dietas veganas y estilos de vida; existen muchos otros grupos activamente hacia este fin. por Lo tanto, el movimiento social es el impulso general hacia el veganismo (un esfuerzo con numerosas motivaciones) y PETA es un solo SMO de trabajo dentro del más amplio movimiento social. El movimiento por la paz se compone de muchos grupos que quieren la paz, a los grupos que clasifican como el smos, tales como la Paz de Acción (SANE/CONGELACIÓN), Beca de la Reconciliación y de los demás. Ku Klux Klan es otra SMO – parte de la supremacía blanca movimiento. al-Qaeda, que actúa como órgano de coordinación de un gran número de antiamericanos, es otro ejemplo de una organización de movimiento social.
Un equivalente organizativo de un movimiento social particular – una colección de todas las organizaciones de movimientos sociales centrada en un campo específico – es conocida como una industria de movimiento social. Las industrias son similares a movimientos sociales pero se perciben con mayor estructura. Las industrias de movimiento social pueden ser combinadas en un Sector de Movimiento Social en la sociedad.